# Crassula columnaris

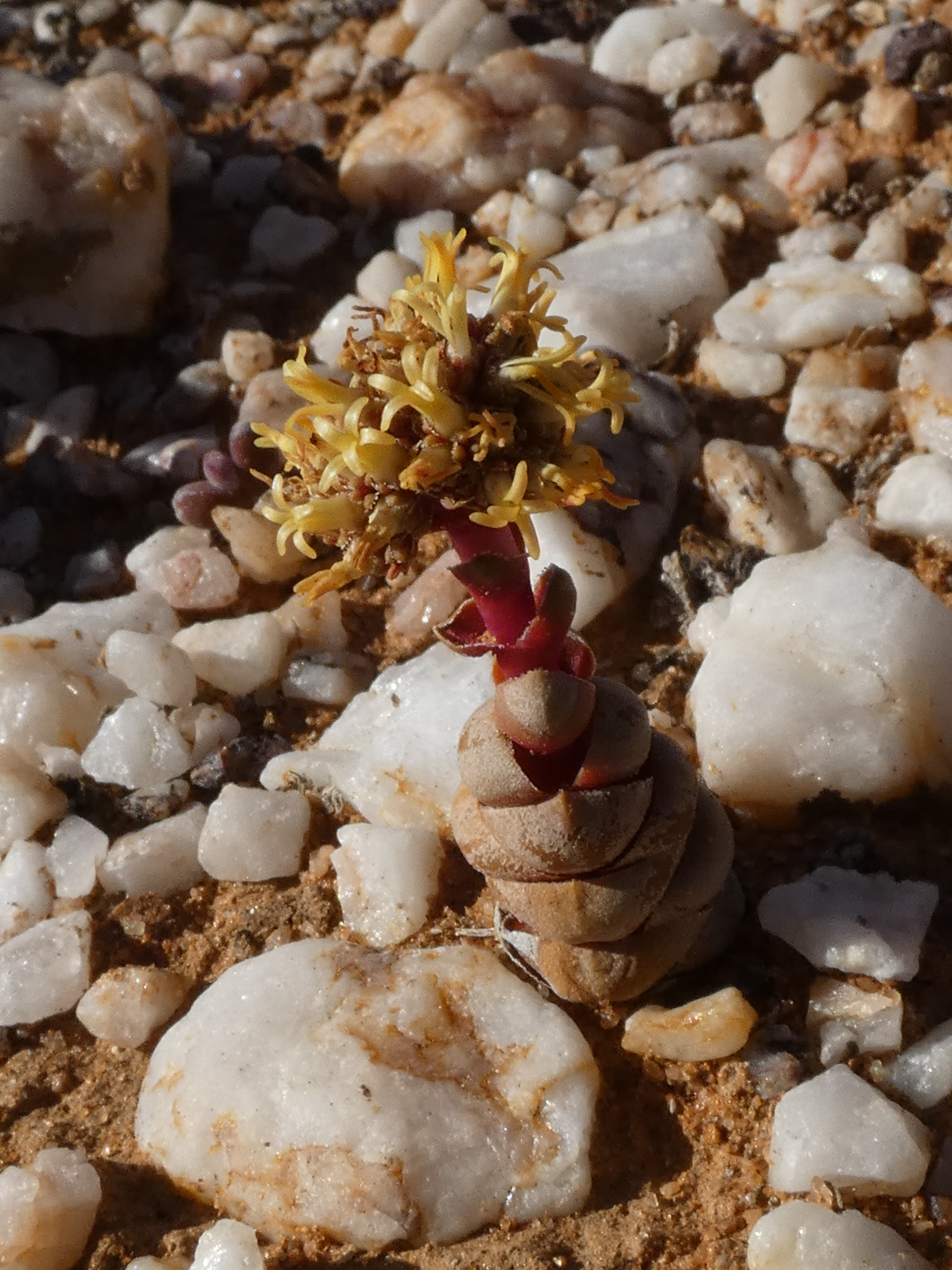
Crassula columnaris en flor

Crassula columnaris és una espècie de planta suculenta del gènere Crassula de la família de les Crassulaceae.

## Descripció
És una planta nana, compacta, perenne o biennal, suculenta, amb tiges erectes simples i curtes d'1,5 a 6 cm d'alçada, en què les fulles de color verd grisenc a marronós són arrodonides, carnoses, més amples que llargues, disposades en 4 fileres tancades; les fulles estan incurvades i estan tan estretes entre elles que oculten completament la tija. La planta triga de cinc a deu anys a arribar a la maduresa, moment en què, si cau pluja, s'obre el cos rodó i apareix una densa “brotxa d'afaitar” de flors de color crema de color groc ataronjat a groc taronja. La planta és monocàrpica, la roseta individual floreix una sola vegada i després mor. Quan no es troba en flor, C. columnaris és difícil de distingir de l'estreta parella Crassula barklyi. Els exemplars madurs d'aquests darrers estan invariablement ramificats, mentre que les plantes de C. columnaris romanen sense ramificar o tenen branques axil·lars curtes a la base.
Les arrels són fibroses. Les branques són curtes, erectes, simples, de 15 a 60 mm d'alçada, de 3 a 4 mm de diàmetre, rarament amb branques axil·lars curtes a la base, completament amagades per 8 a 10 parells de fulles. Com bé afirma Marloth, el nom específic no és adequat, ja que les plantes típiques a la natura solen ser enfonsades i globulars, només es converteixen en columnes en cultiu.
Les fulles són sèssils, connates a la base, de 4 fileres, més amples que llargues, de 10 a 15 mm de llarg, 10 a 23 mm d'amplada, es fan més curtes cap amunt i formen una curta columna cònica, de color verd marronós, imbricades, fortament tancades i amb forma de petxina, arrodonides, carnoses, còncaves a la superfície interna o adaxial i convexa la de fora, revers sense quilla, punta arrodonida, rarament mucronada, sovint amb marges membranosos amb cilis flexionats (lleugerament recurvats) de color verd-gris a marró.
Les flors neixen en una inflorescència en capítol sèssil, directament a la part superior de la planta (sovint parcialment amagada entre les fulles superiors) de 10 mm d'alçada i fins a 22 mm de diàmetre, poques vegades en tirs arrodonit més o menys amagat per les fulles de sota, amb moltes flors atapeïdes.
Les flors són de color blanc, groc cremós o tenyides de vermell, amb perfums dolços. Lòbuls de calze (sèpals) lineals a el·líptics-oblongs, de 3 a 4 mm de llarg, obtusos, de color verd a marró translúcid, amb les puntes de color verd. Corol·la esvelta amb forma d'ampolla, fusionada bàsicament al llarg de 7 a 13 mm, blanca, de color groc pàl·lid i sovint tenyida de vermell. Els pètals es connecten per sota, estretament el·líptics-oblongs, de 7 a 13 mm de llarg, es redueixen per sobre en un bec esmussat, groguenc, d'1 mm de llarg. Estigmes subsèssils. Estams amb anteres de color groc a marró. Filaments d'1,2 a 2 mm. Anteres grogues o marrons. Nectaris vermellosos.
Floreix de mitjan hivern a principis de primavera (de maig a agost). La planta, en ser monocàrpica, mor després de la floració, però aquest acte sembla tenir èxit perquè les plantes són força comunes. C. columnaris té un període de descans a l'estiu.

## Distribució
Planta endèmica de les províncies Cap Oriental, CapSeptentrional i Cap Occidental, de Sud-àfrica. Es troba molt estès a les planes de grava de Namaqualand i als camps de quars de Knersvlakte. Les plantes tenen diversos colors per fondre’s amb l'hàbitat dur, sec i rocós en què creixen. La subespècie tipus es troba al Petit Karoo, a l'oest del Gran Karoo i cap a Vanrhynsdorp.

## Taxonomia
Crassula columnaris Thunb. va ser descrita per Carl Peter Thunberg i publicada a Nova Acta Phys.-Med. Acad. Caes. Leop.-Carol. Nat. Cur. 6: 329, 335 (1778).
Etimologia
- Crassula: nom genèric que prové del llatí crassus, que significa 'gruixut', en referència a les fulles suculentes del gènere.
- columnaris: epítet llatí que significa 'en forma de columna'.

Sinonímia
- Crassula columnaris Thunb.
  - Tetraphyle columnaris (Thunb.) P.V.Heath
- Crassula mitrata Friedrich
  - Tetraphyle columnaris var. mitrata (Friedrich) P.V.Heath